# 米基利斯凱 (蘇梅區)
51°1′33″N 34°59′18″E / 51.02583°N 34.98833°E
米基利斯凱（烏克蘭語：Микільське）是位於烏克蘭東北部的村莊，由蘇梅州蘇梅區的蘇梅市鎮負責管轄。該村處於普肖爾河右岸，距離莫赫里察7公里，海拔高度132米，2001年人口3。